# 索馬利亞採礦業
索馬利亞的採礦業以挖掘少量的寶石及鹽為主。該國也有長石、鐵礦、高嶺石、石灰石、石英、天然氣、鈾即錫等資源。礦產業對索馬利亞出口貿易帶來些微的貢獻。
1991年中央政府垮台造成礦產業出現市場壟斷的情形，像該國北部的索馬里蘭（Soomaaliland）政權獲得東非礦業股份有限公司的獨家代理權，索馬里蘭所有的礦產均由他們負責開發。該公司更計畫於2006年年中在柏培拉地區進行寶石和大理石的開採工作。
而截至2006年，索馬利亞的礦產與相關貿易仍缺乏一個統計數據，因為內戰爆發後就沒有任何正式的政府進行管理。